# The Recall
Pour plus de détails, voir Fiche technique et Distribution.
The Recall est un film de science-fiction horrifique canadien réalisé par Mauro Borrelli, sorti en 2017.

## Synopsis
Cinq adolescents en vacances au milieu d'une forêt et un ermite doivent se battre contre des extraterrestres.

## Fiche technique
Sauf indication contraire, les informations mentionnées dans cette section peuvent être confirmées par la base de données cinématographiques IMDb,  présente dans la section « Liens externes ».
- Titre original : The Recall
- Réalisation : Mauro Borrelli
- Scénario : Reggie Keyohara III et Sam Acton King, d'après l’histoire de Mauro Borrelli
- Direction artistique : Kathy McCoy
- Décors : James Blonde
- Photographie : Mark Dobrescu
- Montage : Paul Buhl et Daryl K. Davis
- Musique : Todd Bryanton
- Production : Kevin DeWalt, Danielle Masters et Wesley Snipes
- Société de production : Minds Eye Entertainment
- Pays d'origine :  Canada
- Langue originale : anglais
- Format : couleur
- Genre : science-fiction horrifique
- Durée : 90 minutes
- Dates de sortie :
  - Canada, États-Unis : 2 juin 2017

## Distribution
- Wesley Snipes (VF : Gregory Bracco) : le chasseur
- RJ Mitte : Brendan
- Jedidiah Goodacre : Charlie
- Laura Bilgeri : Annie
- Niko Pepaj : Rob
- Hannah Rose May : Kara
- Scott Nettleton : l'extraterrestre
- Sean Millington (en) : le colonel McAllen
- Graham Shiels : le prisonnier Romanovich
- Viccellous Reon Shannon : l'astronaute Jackson

## Distinction
- Festival du film de Ferrara 2017 : Meilleur réalisateur pour Mauro Borrelli[1].